# متحف آغا خان للفنون الإسلامية (الفلبين)
متحف الآغا خان للفنون الإسلامية هو متحف للفن الإسلامي وثقافة مورو يقع في ماراوي، لاناو ديل سور، الفلبين.

## خلفية عن المتحف
افتتحت ماميتوا صابر المتحف في 13 يونيو 1962 والذي تم استضافته في البداية في غرفة واحدة وافتتح في 23 مارس 1969. انتقل المتحف إلى موقعه الحالي وأعيد تسميته إلى اسمه الحالي في عام 1963 بعد أن قدم آغا خان الرابع تبرعًا لبناء مبنى المتحف الحالي.
يستضيف متحف الآغا خان الذي يقع داخل مبنى بواجهة بيضاء أكبر مجموعة فلبينية مسلمة في الفلبين.

## المعارض
يسعى المتحف إلى الحفاظ على الفن الشعبي لشعب مورو ولوماد في مينداناو وأرخبيل سولو وبالاوان. متحف الآغا خان يتميز بالأدوات التي استخدمت في القتال خلال الحروب مورو ضد الأسبان والأمريكان مثل مدفع النحاسي صغير، والكريس.
المساجد المصغرة. والآلات الموسيقية، وأدوات المزرعة هي أيضًا من بين العناصر الثقافية المعروضة في المتحف.
في ديسمبر 2016، أفيد أن أكثر من 300 من أعمال عبد المري إيماو النحتية الخطية لاسم الله موجودة في متحف الآغا خان.